# اللجنة الوطنية الديمقراطية
اللجنة الوطنية الديمقراطية (بالإنجليزية: Democratic National Committee)‏ وتُعرف اختصاراً (DNC) هي الهيئة الرسمية الحاكمة للحزب الديمقراطي الأمريكي. تعمل اللجنة على تنسيق الاستراتيجية الهادفة إلى دعم مرشحي الحزب الديمقراطي للمناصب على المستويات المحلية والولاية والاتحادية في جميع أرجاء الولايات المتحدة. كما تنظم المؤتمر الديمقراطي الوطني والذي يقام كل أربعة سنوات لترشيح واعتماد مرشح يمثل الحزب في الانتخابات الرئاسية وللعمل على تشكيل منصة حزبية. ليس للجنة أي صلاحيات مباشرة على المسؤولين المنتخبين ويقتصر دورها على دعم اللجنة لمرشحي الحزب.
تتألف اللجنة من رؤساء ونواب رؤساء اللجان الخاصة بالولايات التابعة للحزب الديمقراطي بالإضافة إلى ما يزيد عن 200 عضو ينتخبهم أعضاء الحزب في الولايات والأقاليم الأمريكية. وتقوم اللجنة بانتخاب رئيسها. وتقوم بعمليات جمع تبرعات كي تدعم أنشطتها مادياً.
تأسست اللجنة الوطنية الديمقراطية في المؤتمر الوطني للحزب الديمقراطي عام 1848. والمقابل الحزبي الخصم لها هو اللجنة الوطنية الجمهورية التابعة للحزب الجمهوري.

## الدور في الحملات الانتخابية
يقع على عاتق اللجنة الوطنية الديمقراطية توضيح وترويج منصة الحزب الديمقراطي والعمل على تنسيق النشاط التنظيمي للحزب. يعمل الحزب بصورة وثيقة مع رئيس البلاد حينما يكون الأخير من الحزب الديمقراطي. وتعمل اللجنة في موسم الانتخابات الرئاسية على الإشرف على المؤتمر الوطني للحزب وتجمع بصورة مستقلة وبالتنسيق مع المرشح الرئاسي وجمع أموال التبرعات واستطلاعات اللجان وتنسق إستراتيجية الحملة الانتخابية. تسمح قوانين التمويل العامة للحزب بتنسيق بعض النفقات المالية مع المرشح الذي يفوز في بالانتخابات التمهيدية الحزبية والذي يغدو المرشح الممثل للحزب في الانتخابات العامة، ولكن تُنفق أموال إضافية على نشاطات هيكلة الحزب عموماً. توجد لجان مختصة في كل ولاية، فضلاً عن لجان محلية في معظم المدن والدوائر والبلدات (وفي معظم الولايات والمقاطعات).
يُنتخب رئيس اللجنة الوطنية الديمقراطية من خلال تصويت أعضاءها. وتتألف اللجنة من رؤساء ونائبي رؤساء اللجان المركزية للحزب الديمقراطي في كل ولاية ومئتان عضو من شتى الولايات الأمريكية يجري تعينهم تبعاً لعدد سكان كل ولاية على حدىٍ ويتم انتخابهم عموماً أما عبر اقتراع الناخبين الأساسيين أو من قبل لجنة الحزب الديمقراطي الخاصة بالولاية، كما تتألف اللجنة من مجموعة من المسؤولين المنتخبين الذين يخدمون فيها بحكم مناصبهم، بالإضافة إلى مجموعة من شتى ممثلي الدوائر الانتخابية الرئيسية للحزب الديمقراطي.
تضع اللجنة الوطنية الديمقراطية قواعد خاصة بالمجالس الانتخابية والانتخابات التمهيدية الرئاسية داخل الحزب والتي تختار وفود المندوبين التي ستشارك في المؤتمر الوطني الديمقراطي، ولكن غالباً ما تُدار المجالس الانتخابية والانتخابات التمهيدية بحد ذاتها من قبل كل ولاية معنية وليس من قبل اللجنة الوطنية. وتقيم حكومات الولايات الانتخابات التمهيدية بصورة خاصة وفقاً لقوانينها الخاصة. يحق للأحزاب السياسية اختيار إذا ما أردت أو لم تُرد المشاركة في الانتخابات التمهيدية للولاية، ولكن ليس للمدراء التنفيذيين للأحزاب السياسية أي ولاية قضائية تخولهم من تحديد مواعيد إجراء الانتخابات التمهيدية أو كيفية إجرائها.
إن دور اللجنة الوطنية الديمقراطية في اختيار المترشحين باسم الحزب خارج عملية ترشيح المرشحين الرئاسيين هو محدود للغاية.
يعد جميع أعضاء اللجنة الوطنية الديمقراطية من كبار المندوبين (بالإنجليزية: Superdelegates)‏ المشاركين في المؤتمر الوطني الديمقراطي الذي يُعقد كل أربع سنوات والتي قد تلعب أصواتهم دوراً أساسياً في تحديد نتائج الانتخابات التمهيدية الحزبية للولايات. ويوصف هؤلاء المندوبين رسمياً بأنهم "قائد الحزب غير المفوض والمندوبين الرسميين المنتخبين"، وتنقسم إلى ثلاث فئات على أساس المواقف الأخرى التي يتخذونها:
- أعضاء منتخبون من اللجنة الوطنية الديمقراطية.
- حكام الولايات الحاليين وأعضاء الكونغرس المنتمين للحزب.
- قادة الحزب البارزين والذين يتألفون من الرؤساء الحاليين والسابقين ونائبيهم وقادة الكونغرس ورؤساء اللجنة الوطنية الديمقراطية يحصلون على صلاحية أصوات كبار المندوبين لمدى الحياة.

## وصلات خارجية
- الموقع الرسمي
 (بالإنجليزية)